# Village Statistics, 1945

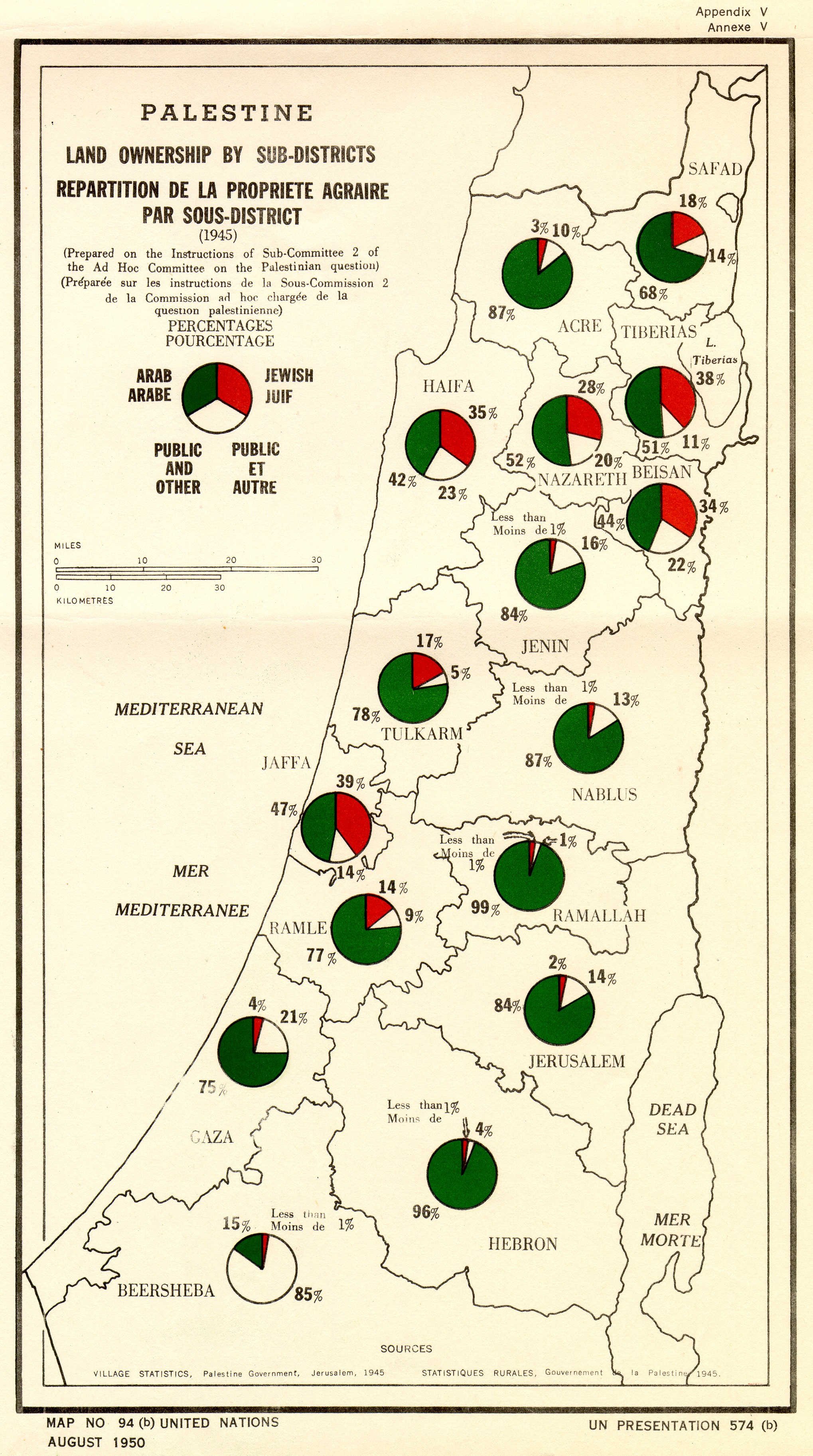
Mapa de la propietat de la terra de Palestina pel sub-districte (1945), publicat originalment a Village Statistics, 1945

Village Statistics, 1945 va ser un treball de recerca conjunt preparat per l'Oficina del Govern d'Estadística i el Departament de Terres del Mandat Britànic de Palestina per al Comitè Anglo-Americà d'Investigació sobre Palestina, que va actuar a principis de 1946. Les dades foren calculades a l'1 d'abril de 1945, i publicades posteriorment de tal manera que també serviren al comitè de la UNSCOP que va operar en 1947.